# Винсент, Нора
Нора Винсент (англ. Norah Vincent, 20 сентября 1968, Детройт, Мичиган — 6 июля 2022, Швейцария) — американская писательница. Она была еженедельным обозревателем газеты Los Angeles Times и ежеквартальным обозревателем политики и культуры в национальном журнале новостей для геев и лесбиянок The Advocate. Она была обозревателем The Village Voice и Salon.com. Её статьи были опубликованы в The New Republic, The New York Times, New York Post, The Washington Post и других периодических изданиях. Особое внимание она привлекла в 2006 году благодаря своей книге «Самостоятельный мужчина», подробно описывающей её опыт, когда она прожила как мужчина в течение полутора лет.

## Ранние годы
Нора Мэри Винсент родилась в Детройте и выросла там, а также в Лондоне, где её отец работал юристом в Ford Motor Company. Она училась в колледже Уильямс, где получила степень бакалавра философии в 1990 году, а затем поступила в аспирантуру Бостонского колледжа. Она также работала редактором Free Press. 

## Карьера

### Самостоятельный мужчина
Книга Винсент «Самостоятельный мужчина» (2006) пересказывает восемнадцатимесячный эксперимент начала 2000-х, в котором она замаскировалась под мужчину. Этот опыт сравнивали с предыдущей тайной журналистикой, такой как Black Like Me. Винсент дала интервью Джуджу Чан в программе ABC News 20/20 и рассказала об этом опыте в программе HARDtalk на BBC 21 апреля 2006 года, где она описала свой опыт в отношениях мужчина-мужчина и мужчина-женщина. Она присоединилась к мужскому боулинг-клубу, вошла в мужскую терапевтическую группу, ходила в стриптиз-клуб, встречалась с женщинами и использовала свои знания бывшей католички для посещения монахов в монастыре. 
Винсент написала, что единственный раз, когда её считали чрезмерно женственной, был период её пребывания в роли мужчины. Её альтер-эго, Нед, несколько раз считался геем. Черты лица, которые воспринимались как мужественные, когда она представлялась женщиной, воспринимались как странно женственные, когда она представлялась мужчиной. Винсент утверждала, что после эксперимента она более полно осознала преимущества быть женщиной и недостатки быть мужчиной, заявив: «Мне действительно нравится быть женщиной… Сейчас мне это нравится больше, потому что я думаю, что это скорее привилегия». 
Винсент также заявила, что она стала больше сочувствовать и понимать мужчин и их состояние: «Мужчины страдают. У них другие проблемы, чем у женщин, но они не лучше. Им нужно наше сочувствие, им нужна наша любовь, и они нуждаются друг в друге больше всего на свете. Им нужно быть вместе».

### Добровольное безумие
В книге Винсент «Добровольное безумие» (2008) рассказывается о её опыте пребывания в стационаре в трёх учреждениях для психически больных пациентов: «палата государственной городской больницы, частного учреждения Среднего Запада и дорогой клиники Нью-эйдж». Она раскритиковала врачей, которые, по её словам, были неприступны, отметив, что слишком многие полагались на лекарства в качестве терапии, в то время как другие обращались только к симптомам, а не к основным причинам болезней.
В книге Винсент также рассматривается вопрос о псевдопациентах и тех, кто остался больным из-за отсутствия у них желания сотрудничать в терапии.

### Дальнейшая работа
Позже Винсент написала два романа: «Твой сосед» (2012), описанный The New York Times как «мрачный комический триллер», и «Аделина» (2015), в котором представлена жизнь Вирджинии Вулф с момента написания «На маяк» до её самоубийства в 1941 году. 

## Личная жизнь, взгляды и смерть
Винсент — лесбиянка, некоторое время была жената на Кристен Эриксон, но вскоре пара развелась.
Винсент описывали как либертарианку, критиковавшую постмодернизм и мультикультурализм. Она не верила, что трансгендеры имеют тот пол, с которым они себя идентифицировали, из-за чего её обвинили в фанатизме. В статье для The Village Voice она написала: «[Транссексуальность] означает смерть личности, души, этого доброго старомодного несомненного «я», столь любимого Декартом, чьё великое изречение «Я мыслю, следовательно, существую» превратилось в онтологическую шутку типа «Я возился, и вот я здесь».
В «Добровольном безумии» Винсент подробно описывает свою десятилетнюю историю резистентной к лечению депрессии, говоря: «…мой мозг никогда не был прежним после того, как я ударила его первым курсом СИОЗС». Психическое напряжение, связанное с сохранением ложной личности во время создания «Самостоятельного мужчины», в конечном итоге вызвало депрессивный срыв, в результате чего Винсент попала в закрытое психиатрическое учреждение.
Винсент умерла в результате ассистированного самоубийства в клинике в Швейцарии 6 июля 2022 года в возрасте 53 лет. О её смерти не сообщалось до августа 2022 года.

## Публикации
- Self-Made Man (Viking Adult, 2006)[2][15]
- Voluntary Madness (Viking Adult, 2008)[3]
- Thy Neighbor (Viking Adult, 2012)[3]
- Adeline: A Novel of Virginia Woolf (Houghton Mifflin Harcourt[англ.], 2015)[3]